# La selva en casa
La selva en casa va ser un programa de televisió de la cadena Cuatro (propietat de Mediaset España), protagonitzat per Francisco Javier Cuesta Ramos (també conegut com a Frank Cuesta o Frank de la Jungla), veterinari i herpetòleg lleonès resident a Bangkok (Tailàndia).
El 2010, els reporters del programa de Cuatro "Callejeros Viajeros" toparen amb Francisco Javier mentre rodaven una entrega del programa a Tailàndia. Frank va resoldre un problema que els membres de l'equip van tenir amb una serp. Els directius de la cadena, li oferiren presentar el seu propi programa entorn dels animals en general i els rèptils en particular: "Frank de la Jungla".
El 25 de desembre de 2011 va estrenar-se un nou format del programa anomenat "La selva en casa", ambientat a Espanya.

El 21 de desembre de 2012, Frank Cuesta va deixar el seu programa "Frank de la Jungla" i "La selva en casa", ja que estava cansat d'estar a la TV. Frank va acomiadar-se de l'audiència el gener de 2013. Va declarar a Twitter: 
| « | Han bastado 5 días en la selva para tomar la decisión... Disfrutad de los 4 últimos episodios de Frank de la Jungla en enero... porque no habrá más | » |

Actualment (2013) el mateix Frank grava, edita i presenta el seu propi canal de Youtube on segueix divulgant els seus coneixements sobre animals.